# Килтили-Дромкин

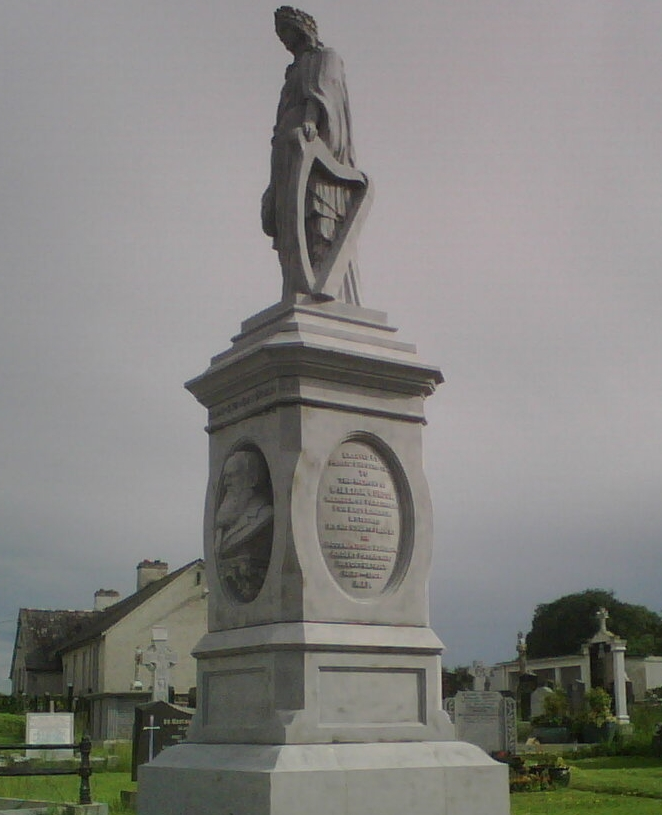
Памятник Уильяму Лундону на местном кладбище

Килтили-Дромкин (англ. Kilteely-Dromkeen, также Kilteely; ирл. Cill Tíle - Drom Caoin) — деревня в Ирландии, находится в графстве Лимерик (провинция Манстер).
Местная железнодорожная станция была открыта 1 февраля 1851 года, закрыта для товароперевозок 9 сентября 1963 года и окончательно закрыта 6 сентября 1976 года.

## Демография
Население — 198 человек (по переписи 2006 года).
Данные переписи 2006 года:
| Общие демографические показатели |               |                               |                               |      |      |
| Всё население                    | Всё население | Изменения населения 2002—2006 | Изменения населения 2002—2006 | 2006 | 2006 |
| 2002                             | 2006          | чел.                          | %                             | муж. | жен. |
| -                                | 198           | 198                           | 0                             | 96   | 102  |